# Michael Rady
Michael Rady (Philadelphia (Pennsylvania), 20 augustus 1981) is een Amerikaans acteur.

## Biografie
Rady werd geboren en groeide op in Philadelphia (Pennsylvania). In 2010 is hij getrouwd en heeft hieruit een zoon (2012).
Rady begon in 2005 met acteren in de film The Sisterhood of the Traveling Pants, Voor zijn rol in deze film werd hij in 2005 twee maal genomineerd voor een Teen Choice Award in de categorie Beste Liefdesscène in een Film en Beste Uitmaakscène in een Film. Hierna speelde hij nog meerdere rollen in films en televisieseries.

## Filmografie

### Films
Uitgezonderd korte films.
- 2023 Where Are You, Christmas? - als Hunter
- 2023 Intermedium - als mr. Christeo
- 2023 Unexpected Grace - als Jack
- 2021 A New Year's Resolution - als Tom Malone
- 2020 The Christmas Bow - als Patrick
- 2020 You're Bacon Me Crazy - als Gabe
- 2019 Two Turtle Doves - als Sam
- 2019 Love to the Rescue - als Eric Smith
- 2018 Christmas at Pemberley Manor - als William Darcy
- 2018 Secret Santa - als Ty
- 2018 The Get - als Tom
- 2017 A Joyous Christmas - als Jack Nelson
- 2016 Christmas in Homestead - als Matt Larson
- 2015 It Had to Be You - als Derrick Henderson
- 2015 Cloudy with a Chance of Love - als Quentin
- 2014 The Occupants – als Wade
- 2013 Random Encounters – als Kevin
- 2011 J. Edgar – als agent Jones
- 2009 InSearchOf – als Jack Gross
- 2008 The Sisterhood of the Traveling Pants 2 – als Kostos
- 2006 The Guardian – als Nick Zingaro
- 2006 Orpheus – als Greg
- 2005 The Sisterhood of the Traveling Pants – als Kostas

### Televisieseries
Uitgezonderd eenmalige gastrollen..
- 2023 Magnum P.I. - als Chris Childs - 7 afl.
- 2022 The Accidental Wolf - als ?? - 3 afl.
- 2021-2022 Chicago Med - als dr. Matt Cooper - 11 afl.
- 2020 The Baker and the Beauty - als Kurt Malick - 2 afl.
- 2019 Instinct - als Cormac Rego - 2 afl.
- 2017-2018 Atypical - als Miles - 3 afl.
- 2018 Timeless - als Nicholas Keynes - 8 afl.
- 2016 UnREAL - als Coleman Wasserman - 10 afl.
- 2014-2016 Jane the Virgin - als Lachlan Moore - 8 afl.
- 2014 Intelligence – als Chris Jameson – 13 afl.
- 2012-2013 Emily Owens M.D. – als Micah Barnes – 13 afl.
- 2011-2012 The Mentalist – als Luther Wainwright – 9 afl.
- 2012 House of Lies – als Wes Spencer – 4 afl.
- 2009-2010 Melrose Place – als Jonah Miller – 18 afl.
- 2008-2009 Greek – als Max Tyler – 14 afl.
- 2008 Swingtown – als Doug Stephens – 13 afl.
- 2007 ER – als Brian Moretti – 2 afl.
- 2006 Sleeper Cell – als Jason – 4 afl.

- Library of Congress Control Number: no2016127023
- Virtual International Authority File: 4027147665871660670008
- WorldCat: E39PBJjt7gCJ68K7PfMbf6yDbd